# Goughin
Ne doit pas être confondu avec Gouguin ou Gounghin.
Goughin est une localité située dans le département d'Arbollé de la province du Passoré dans la région Nord au Burkina Faso.

## Santé et éducation
Le centre de soins le plus proche de Goughin est le centre de santé et de promotion sociale (CSPS) d'Arbollé tandis que le centre médical avec antenne chirurgicale (CMA) de la province se trouve à Yako.